# Ženská basketbalová liga 2016-2017
Il campionato ceco di pallacanestro femminile 2016-2017 è stato il 24º.
Il ZVVZ USK Praga ha vinto il campionato per la decima volta superando nella finale play-off il Sokol Hradec Králové per 3-0.

## Regolamento
Le squadre classificate dal primo all'ottavo posto al termine della regular season si qualificano ai play-off per l'assegnazione del titolo di campione della Repubblica Ceca.
Le squadre classificate dal nono al dodicesimo posto disputano i play-out.

## Squadre partecipanti
Il VŠ Praga, settimo nella stagione precedente, viene sostituito in questa dall'MK Technic Brno.
| Squadra               | Allenatore      | Campo di gioco                   | Risultato stagione 2015-16 |
| --------------------- | --------------- | -------------------------------- | -------------------------- |
| ZVVZ USK Praga        | Natália Hejková | Královka Arena di Praga          | 1º posto in ŽBL            |
| DSK Nymburk           | Daniel Kurucz   | Sportovní centrum ČUS di Nymburk | 2º posto in ŽBL            |
| Sokol HK              | Romana Ptáčková | Hala Sokol di Hradec Králové     | 3º posto in ŽBL            |
| BK Lokomotiva Trutnov | Petr Kapitulčin | 3. ZŠ di Trutnov                 | 4º posto in ŽBL            |
| Královo Pole Brno     | Marian Svoboda  | Městská hala di Brno             | 5º posto in ŽBL            |
| BLK Slavia Praga      | Martin Stavěl   | Hala Slavie Eden di Praga        | 6º posto in ŽBL            |
| Lok. Karlovy Vary     | Marcela Krämer  | KV Aréna di Karlovy Vary         | 8º posto in ŽBL            |
| Brno                  | Viktor Pruša    | SH Rosnicka di Brno              | 9º posto in ŽBL            |
| Slovanka MB           | Jan Devátý      | Sportovní hala di Mladá Boleslav | 10º posto in ŽBL           |
| SBŠ Ostrava           | Tibor Jány      | SH Ostrava-Tatran di Ostrava     | 11º posto in ŽBL           |
| U19 Chance Strakonice | Petr Martínek   | STARZ Aréna di Strakonice        | 12º posto in ŽBL           |
| MK Technic Brno       | Lucie Zítková   | SH Morenda di Brno               | fondato nel 2016           |

## Stagione regolare

### Classifica
|  | Pos. | Squadra                    | Pt. | G  | V  | P  | PtF  | PtS  | Dif.  | QP    | Qualif.     |
|  | ---- | -------------------------- | --- | -- | -- | -- | ---- | ---- | ----- | ----- | ----------- |
|  | 1.   | ZVVZ USK Praha             | 44  | 22 | 22 | 0  | 2153 | 999  | +1154 |       | ai play-off |
|  | 2.   | Sokol Hradec Králové       | 39  | 22 | 17 | 5  | 1870 | 1436 | +434  |       | ai play-off |
|  | 3.   | KP Brno                    | 38  | 22 | 16 | 6  | 1818 | 1428 | +390  | 1,007 | ai play-off |
|  | 4.   | DSK Basketball Nymburk     | 38  | 22 | 16 | 6  | 1716 | 1374 | +342  | 0,992 | ai play-off |
|  | 5.   | BLK Slavia Praga           | 37  | 22 | 15 | 7  | 1805 | 1575 | +230  |       | ai play-off |
|  | 6.   | BK Handicap Brno           | 35  | 22 | 13 | 9  | 1506 | 1442 | +64   |       | ai play-off |
|  | 7.   | Kara Trutnov               | 33  | 22 | 11 | 11 | 1458 | 1576 | -118  |       | ai play-off |
|  | 8.   | BK Lokomotiva Karlovy Vary | 30  | 22 | 8  | 14 | 1543 | 1625 | -82   | 1,054 | ai play-off |
|  | 9.   | SBŠ Ostrava                | 30  | 22 | 8  | 14 | 1490 | 1677 | -187  | 0,948 | ai play-out |
|  | 10.  | Slovanka MB                | 26  | 22 | 4  | 18 | 1393 | 1909 | -516  |       | ai play-out |
|  | 11.  | U19 Chance Strakonice      | 23  | 22 | 1  | 21 | 1059 | 2013 | -954  | 1,013 | ai play-out |
|  | 12.  | MK Technic Brno            | 23  | 22 | 1  | 21 | 1257 | 2014 | -757  | 0,986 | ai play-out |

Legenda:
       Campione della Rep. Ceca.
      Ammessa ai play-off.
      Ammessa ai play-out.
  Vincitrice della Coppa della Rep. Ceca 2017
Note:
Due punti a vittoria, uno a sconfitta.

### Risultati
|                            | BHB   | BKV   | BNY    | KTV   | TBN    | OST   | SLP    | SLO    | SHK    | U19    | KBN    | USK    |
| -------------------------- | ----- | ----- | ------ | ----- | ------ | ----- | ------ | ------ | ------ | ------ | ------ | ------ |
| BK Handicap Brno           |       | 71-62 | 67-48  | 81-46 | 93-56  | 62-61 | 68-59  | 67-64  | 53-91  | 96-48  | 61-82  | 51-93  |
| BK Lokomotiva Karlovy Vary | 70-73 |       | 72-98  | 77-52 | 90-67  | 91-67 | 73-82  | 87-64  | 74-80  | 90-57  | 67-83  | 45-100 |
| Basketball Nymburk         | 66-50 | 73-59 |        | 80-61 | 103-39 | 81-59 | 77-66  | 95-67  | 94-60  | 110-33 | 55-62  | 48-93  |
| Kara Trutnov               | 77-61 | 69-52 | 64-79  |       | 85-68  | 76-64 | 72-67  | 96-64  | 67-88  | 78-61  | 71-88  | 51-92  |
| MK Technic Brno            | 53-82 | 58-86 | 43-89  | 61-70 |        | 66-86 | 63-107 | 67-75  | 51-103 | 55-63  | 45-86  | 48-113 |
| SBŠ Ostrava                | 70-59 | 81-65 | 62-75  | 65-72 | 86-52  |       | 73-77  | 88-78  | 64-89  | 67-57  | 67-106 | 43-85  |
| BLK Slavia Praga           | 88-70 | 94-57 | 93-79  | 89-55 | 112-65 | 88-71 |        | 107-75 | 76-67  | 106-58 | 73-63  | 45-101 |
| Slovanka MB                | 54-68 | 50-86 | 68-83  | 67-79 | 73-62  | 72-82 | 64-85  |        | 47-87  | 81-48  | 51-101 | 41-108 |
| Sokol Hradec Králové       | 80-58 | 78-54 | 77-60  | 78-49 | 98-47  | 95-68 | 83-82  | 123-60 |        | 108-44 | 81-75  | 63-95  |
| U19 Chance Strakonice      | 33-92 | 44-84 | 39-100 | 37-75 | 88-94  | 50-69 | 54-102 | 49-83  | 53-111 |        | 58-97  | 23-102 |
| KP Brno                    | 57-68 | 91-60 | 73-79  | 74-58 | 97-57  | 85-59 | 86-65  | 115-40 | 88-79  | 97-35  |        | 60-104 |
| ZVVZ USK Praga             | 84-55 | 93-42 | 67-44  | 83-35 | 129-40 | 96-38 | 101-42 | 126-55 | 77-51  | 116-27 | 95-52  |        |

## Play-out
Le ultime quattro squadre della stagione regolare si incontrano disputando ciascuna 6 partite tra andata e ritorno, mantenendo i risultati che hanno ottenuto tra loro. In conclusione la classifica finale dal nono al dodicesimo posto è la seguente:
|  | Pos. | Squadra               | Pt. | G  | V | P  | PtF  | PtS  | Dif.  |
|  | ---- | --------------------- | --- | -- | - | -- | ---- | ---- | ----- |
|  | 9.   | SBŠ Ostrava           | 37  | 28 | 9 | 19 | 1869 | 2068 | -199  |
|  | 10.  | Slovanka MB           | 36  | 28 | 8 | 20 | 1849 | 2307 | -458  |
|  | 12.  | MK Technic Brno       | 34  | 28 | 6 | 22 | 1654 | 2406 | -752  |
|  | 11.  | U19 Chance Strakonice | 31  | 28 | 3 | 25 | 1392 | 2397 | -1005 |

### Risultati
|                       | TBN   | OST   | SLO   | U19   |
| --------------------- | ----- | ----- | ----- | ----- |
| MK Technic Brno       |       | 58-49 | 78-73 | 57-51 |
| SBŠ Ostrava           | 71-74 |       | 80-64 | 52-54 |
| Slovanka MB           | 92-66 | 78-65 |       | 70-48 |
| U19 Chance Strakonice | 56-64 | 63-62 | 61-79 |       |

## Play-off
|  | Quarti di finale | Quarti di finale      | Quarti di finale     |                      |                      | Semifinali     | Semifinali | Semifinali |  |  | Finali | Finali         | Finali |
|  |                  |                       |                      |                      |                      |                |            |            |  |  |        |                |        |
|  | 1                | ZVVZ USK Praga        | 3                    |                      |                      |                |            |            |  |  |        |                |        |
|  | 8                | BK Loko. Karlovy Vary | 0                    |                      |                      |                |            |            |  |  |        |                |        |
|  | 8                | BK Loko. Karlovy Vary | 0                    |                      | 1                    | ZVVZ USK Praga | 3          |            |  |  |        |                |        |
|  |                  |                       |                      |                      | 1                    | ZVVZ USK Praga | 3          |            |  |  |        |                |        |
|  |                  | 4                     | Basketball Nymburk   | 0                    |                      |                |            |            |  |  |        |                |        |
|  | 4                | 4                     | Basketball Nymburk   | 0                    | Basketball Nymburk   | 3              |            |            |  |  |        |                |        |
|  | 4                |                       |                      |                      | Basketball Nymburk   | 3              |            |            |  |  |        |                |        |
|  | 5                | Slavia Praga          | 1                    |                      |                      |                |            |            |  |  |        |                |        |
|  |                  |                       |                      |                      |                      |                |            |            |  |  | 1      | ZVVZ USK Praga | 3      |
|  |                  |                       | 2                    | Sokol Hradec Králové | 0                    |                |            |            |  |  |        |                |        |
|  | 3                | KP Brno               | 3                    |                      |                      |                |            |            |  |  |        |                |        |
|  | 6                | BK Imos Brno          | 0                    |                      |                      |                |            |            |  |  |        |                |        |
|  | 6                | BK Imos Brno          | 0                    |                      | 3                    | KP Brno        | 0          |            |  |  |        |                |        |
|  |                  |                       |                      |                      | 3                    | KP Brno        | 0          |            |  |  |        |                |        |
|  |                  | 2                     | Sokol Hradec Králové | 3                    |                      |                |            |            |  |  |        |                |        |
|  | 2                | 2                     | Sokol Hradec Králové | 3                    | Sokol Hradec Králové | 3              |            |            |  |  |        |                |        |
|  | 2                |                       |                      |                      | Sokol Hradec Králové | 3              |            |            |  |  |        |                |        |
|  | 7                | Kara Trutnov          | 0                    |                      |                      |                |            |            |  |  |        |                |        |

### Quarti di finale
| Squadra 1            | Totale | Squadra 2                  | Gara 1   | Gara 2   | Gara 3  | Gara 4  | Gara 5 |
| -------------------- | ------ | -------------------------- | -------- | -------- | ------- | ------- | ------ |
| Basketball Nymburk   | 3 - 1  | Slavia Praga               | 77 - 55  | 61 - 77  | 73 - 69 | 75 - 63 | -      |
| Sokol Hradec Králové | 3 - 0  | Kara Trutnov               | 100 - 56 | 86 - 73  | 78 - 52 | -       | -      |
| KP Brno              | 3 - 0  | BK Imos Brno               | 88 - 67  | 70 - 54  | 90 - 73 | -       | -      |
| ZVVZ USK Praga       | 3 - 0  | BK Lokomotiva Karlovy Vary | 99 - 42  | 103 - 55 | 80 - 40 | -       | -      |

### Semifinali
| Squadra 1            | Totale | Squadra 2          | Gara 1   | Gara 2  | Gara 3  | Gara 4 | Gara 5 |
| -------------------- | ------ | ------------------ | -------- | ------- | ------- | ------ | ------ |
| ZVVZ USK Praga       | 3 - 0  | Basketball Nymburk | 107 - 44 | 83 - 67 | 84 - 39 | -      | -      |
| Sokol Hradec Králové | 3 - 0  | KP Brno            | 76 - 74  | 86 - 76 | 78 - 73 | -      | -      |

### Finale 3/4
La prima e la terza gara si sono disputate a Brno l'11 e il 15 aprile, la seconda e quarta a Nymburk il 13 e il 19 aprile.
| Squadra 1 | Totale | Squadra 2          | Gara 1  | Gara 2  | Gara 3  | Gara 4  | Gara 5 |
| --------- | ------ | ------------------ | ------- | ------- | ------- | ------- | ------ |
| KP Brno   | 3 - 1  | Basketball Nymburk | 74 - 62 | 74 - 82 | 70 - 63 | 59 - 56 | -      |

### Finale
La prima gara si è disputata a Hradec Králové il 20 aprile, la seconda e terza a Praga il 23 e il 26 aprile.
| Squadra 1            | Totale | Squadra 2      | Gara 1  | Gara 2  | Gara 3  | Gara 4 | Gara 5 |
| -------------------- | ------ | -------------- | ------- | ------- | ------- | ------ | ------ |
| Sokol Hradec Králové | 0 - 3  | ZVVZ USK Praga | 52 - 95 | 51 - 73 | 42 - 88 | -      | -      |

## Verdetti
- Campione della Rep. Ceca:  ZVVZ USK Praga
Formazione:[1] (1) Kia Vaughn, (4) Candice Dupree, (5) Sonja Petrović, (6) Karolína Elhotová, (7) Alena Hanušová, (8) Ilona Burgrová, Veronika Voráčková, (9) Laia Palau, (10) Marta Xargay, (11) Kateřina Elhotová, (12) Tereza Vyoralová, (13) Tereza Šípová, (14) Veronika Šípová, (15) Aneta Mainclová, (20) Michaela Krejzová, (55) Anete Šteinberga. All. Natália Hejková.
- Retrocessa in 1. liga:  nessuna.
- Vincitrice Coppa della Rep. Ceca:  Brno